# نورآتش (فیلم ۱۹۹۷)
نورآتش (به انگلیسی: Firelight) فیلمی محصول سال ۱۹۹۷ و به کارگردانی ویلیام نیکلسون است. در این فیلم بازیگرانی همچون سوفی مارسو، استیون دیلین، کوین اندرسون، لیا ویلیامز، دومنیک بلکورت و وولف کالر ایفای نقش کرده‌اند.